# Pange
Pange là một xã trong vùng Grand Est, thuộc tỉnh Moselle, quận Metz-Campagne, tổng Pange. Tọa độ địa lý của xã là 49° 05' vĩ độ bắc, 06° 21' kinh độ đông. Pange nằm trên độ cao trung bình là m mét trên mực nước biển, có điểm thấp nhất là 212 mét và điểm cao nhất là 289 mét. Xã có diện tích 8,57 km², dân số vào thời điểm 2005 là 814 người; mật độ dân số là 91 người/km². Pange nằm khoảng 8 km về phía đông của Metz.

## Thông tin nhân khẩu
| 1962 | 1968 | 1975 | 1982 | 1990 | 1999 |
| ---- | ---- | ---- | ---- | ---- | ---- |
| 364  | 484  | 505  | 732  | 857  | 781  |